# Colney Heath
Colney Heath är en ort och civil parish i Storbritannien.   Den ligger i distriktet St Albans i grevskapet Hertfordshire i England, i den södra delen av landet, 27 km norr om huvudstaden London. Colney Heath ligger 75 meter över havet och antalet invånare är 5 449.
Terrängen runt Colney Heath är huvudsakligen platt. Colney Heath ligger nere i en dal. Runt Colney Heath är det mycket tätbefolkat, med 3 249 invånare per kvadratkilometer. Närmaste större samhälle är Luton, 19,3 km nordväst om Colney Heath. Trakten runt Colney Heath består i huvudsak av gräsmarker.